# Scarve
Scarve es una banda francesa de death metal técnico con toques de thrash metal y metal industrial  proveniente de Nancy, al norte de Francia. También puede referirse a una autofoto, recientemente conocida como selfie, en la cual las adolescentes posan con una bufanda al cuello. Esta acepción proviene de la palabra inglesa "scarf" que significa bufanda. 
Ellos han lanzado cuatro álbumes hasta ahora, el más reciente The Undercurrent, lanzado el 2 de abril de 2007 a través de la disquera Listenable Records.

## Historia
La banda nace en el año de 1994 cuando el guitarrista Patrick Martin y el actual baterista de Soilwork, Dirk Verbeuren, se unieron para formar una banda de metal extremo.
El sonido de Scarve esta fuertemente influenciado por grupos como Death, Coroner, Cynic y Atheist.
Tras el buen recibimiento de su primer demo, se unió el guitarrista Sylvain Coudret para comenzar las grabaciones del EP "Six Tears of Sorrow" en 1997.
En 1998 se integran dos nuevos miembros; los vocalistas Guillaume Bideau y Alain Germonville.
En el año 2000 salió a la venta su álbum debut, "Translucence", a través de Stealth Records y War Music, el cual fue producido por Daniel Bergstrand, quien ya había trabajado con bandas como Meshuggah, Strapping Young Lad, Darkane e In Flames.
Después de lanzar el álbum, firmaron contrato con Listenable Records, con quienes más adelante lanzaron "Luminiferous", nuevamente producido por Daniel Bergstrand. Más adelante, el vocalista Alain Germonville salió de la banda y Pierrick valence se integró a Scarve para sustituirlo en las voces, al mismo tiempo que el nuevo bajista Loic Colin y tiempo después comienzan una extensa gira, tocando en más de 40 espectáculos por toda Europa tan solo en el año 2002, al lado de grupos como Behemoth, Dew-Scented, Tiamat, Purgent Stench, Aborted, Sinister, No Return, Myrkskog, Gojira, Akercocke y Nile. Después de todo eso, y viendo la popularidad que habían adquirido, se deciden a comenzar una gira por los Estados Unidos.
En julio de 2003, Scarve entre nuevamente a los estudios, en Uppsala, Suecia, para grabar su tercer álbum, "Irradiant", trabajando nuevamente con Daniel Bergstrand y Örjan Örnkloo (ex-Misery Loves Co y tecladista de sesión de In Flames). Este álbum cuenta con la participación del guitarrista de Meshuggah, Fredrik Thordendal en la canción "Asphyxiate" y con Gustaf Jorde de Defleshed en la canción "Molten Scars", además de la colaboración de Dennis Sibeijn (ex Aborted) en el diseño de la carátula. "Irradiant" fue muy bien recibido en la comunidad internacional metalera, recibiendo buenas críticas y colocándose en los primeros lugares de las listas de popularidad de álbumes de heavy metal. (Hard Rock, Aardschok, etc).

### La partida de Guillaume yThe Undercurrent
En octubre del 2006, fue anunciada la salida del vocalista Guillaume Bideau, al término de la grabación del álbum The Undercurrent para integrarse al banda danesa de industrial metal, Mnemic.
Su reemplazo de sesión fue el exvocalista de Darkane, Lawrence Mackrory (quien cantó en el álbum Rusted Angel).
Después de lanzar The Undercurrent, el 4 de junio, Pierrick Valence anunció su salida de Scarve, para enfocarse a la banda Phazm.

## Integrantes

### Actuales
- Lawrence Mackrory (ex-Darkane) – vocalista de sesión en The Undercurrent (2007, 2009 - )
- Patrick Martin – (Phazm) guitarra
- Sylvain Coudret (Soilwork) – guitarra
- Loïc Colin – bajo (One-Way Mirror)
- Dirk Verbeuren (Soilwork, Aborted, One-Way Mirror) – batería

### Pasados y Fundadores
- Alain Germonville – vocalista
- Philippe Elter – bajo
- Guillaume Bideau – vocalista
- Pierrick Valence – vocalista
- Fred Bartolomucci – vocalista
- Phillipe Elter – bajo
- David Fioraso – bajo

## Discografía
- 1996: Six Tears of Sorrow (independiente)
- 2000: Translucence (War Music)
- 2002: Luminiferous (Listenable Records)
- 2004: Irradiant (Listenable)
- 2007: The Undercurrent (Listenable)